# Kvernufoss
De Kvernufoss is een ongeveer 50 meter hoge waterval in het zuiden van IJsland iets oostelijk van het plaatsje Skógar.
De rivier de Kverná heeft zijn oorsprong in de Eyjafjallajökull gletsjer, stroomt over de rand van een klif dat eens de voormalige kustlijn van IJsland was, en valt in een kleine kloof naar beneden. Nadat de kustlijn zich door het omhoogrijzen van IJsland na de laatste ijstijd teruggetrokken had (die ligt nu op een afstand van ongeveer 5 km), bleven de kliffen achter en vormen nu over vele kilometers samen met de er achter liggende bergen de begrenzing tussen het laagland en de hooglanden. Ongeveer 1 kilometer naar het westen ligt de bekendere Skógafoss waterval.